# Richard Haizmann
Richard Haizmann (* 18. Oktober 1895 in Villingen, Baden; † 30. April 1963 in Niebüll, Nordfriesland, Schleswig-Holstein) war ein deutscher Maler, Bildhauer, Keramiker und Holzschneider.

## Leben
Seine familiäre Herkunft war tief religiös, was ihn auch künstlerisch prägte. Die Kindheit verbrachte er in Rottweil und meldete sich nach dem Besuch des Gymnasiums 1914 freiwillig zur Teilnahme am Ersten Weltkrieg, der für ihn mit der Gefangenschaft 1917 endete. Im Offizierslager Fort Barraux lernte er den Sammler und Kunsthändler Herbert v. Garvens-Garvensburg kennen. Eine Ausbildung zum kaufmännischen Angestellten in Rottweil brach er ab. Stattdessen ging er 1920 zu seinem väterlichen Freund Herbert v. Garvens nach Hannover-Herrenhausen, um Kunsthändler zu werden. Ende 1922 machte er sich in Hamburg mit einer kleinen Kunstgalerie, dem Graphischen Kabinett, selbstständig und stellte zunächst Van Gogh und später auch Emil Nolde (Aquarelle und Druckgrafik) sowie Gustav H. Wolff aus. Er hatte Ausstellungen, die nicht nur in Hamburg beachtet wurden.
Eine Begegnung mit Max Sauerlandt, Direktor des Hamburger Museums für Kunst und Gewerbe, der seine erste Ausstellung besuchte und später sein Mentor und Mäzen wurde, war für ihn ein Wendepunkt. Auf sein Anraten und dem des anthroposophisch orientierten Malers und Schriftstellers Karl Ballmers fing er an, einen eigenen künstlerischen Weg zu suchen. Ein Gedanke, der ihn bereits seit geraumer Zeit umtrieb. Zunächst begann er als Maler, später widmete er sich mehr der Bildhauerei und Keramik. Richard Haizmann hatte keine klassische künstlerische Ausbildung. Er schöpfte aus der Intuition, seinem christlichen Verständnis und seiner natürlichen Begabung. Sein Ziel war es, Kunst zu schaffen – in Verbindung von Körper und Geist im anthroposophischen Sinne sowie nach der katholischen Lehre und Überlieferung. Er suchte und fand im Herbst 1924 in seiner Ölmalerei, seinen Aquarellen und Zeichnungen und auch schon in seinem plastischen Werk seine ganz eigene Form.
Seinen Kunsthandel gab er 1924 auf, um ganz für seine eigene Kunst zu leben und er verkaufte seine Kunstgalerie noch im gleichen Jahr.
Das Museum für Kunst und Gewerbe in Hamburg kaufte im Herbst 1924 Arbeiten an und der Kunsthändler Lüders stellte ihn aus. Seine ersten größeren Ausstellungen hatte er 1925 in Hamburg und Berlin. Auch die „Juryfreie“ in Hamburg nahm einige seiner Werke an. Die Kritik war eher ablehnend. Aber das Hamburger Fremdenblatt schrieb: „Es sind seltsame Phänomene, diese Gestaltungen, bei denen jedes Material, sei es Graphik oder Plastik, in höchster Feinfühligkeit behandelt wurde … man kann gespannt sein, wohin der Weg dieses Künstlers führen wird …“ Der akademische Kunstbetrieb der Landeskunstschule Hamburg lehnte ihn zumindest teilweise ab.
Im Mai 1926 zeigte das Museum für Kunst und Gewerbe in einer Ausstellung seine frühen Arbeiten. Große Beachtung fand auch seine große Tierplastik Katze, die auf der Europäischen Ausstellung in der Hamburger Kunsthalle gezeigt wurde. Richard Haizmann begann sich als Künstler zu etablieren. Im Winter 1927 arbeitete er für Hamburg an großen Kupferplatten für Brunnen in Vorhallen Hamburger Schulen, an der Gestaltung des Brückengeländers am Isebekkanal am Eppendorfer Baum sowie für den Großauftrag einer Brunnenfigur für den Kinderspielplatz an der Humboldtstraße. Eine Edvard-Munch-Ausstellung der Galerie Commeter 1930, in der er sein Keramik-Werk präsentieren konnte, brachte ihm den endgültigen Durchbruch.
Bis 1933 nahm er an nationalen und internationalen Ausstellungen teil und wurde von Museen angekauft. Private Kunstsammler hielten ihm auch danach noch die Treue wie das Sammlerehepaar Walter und Maria Bamberger, mit dem ihn eine lebenslange Freundschaft verband.
Nach dem Tod seines Mentors Max Sauerlandt 1934, der nach der Machtergreifung durch die Nationalsozialisten 1933 sein Amt als Direktor des Museums für Kunst und Gewerbe verlor, zog sich Richard Haizmann aus der Großstadt Hamburg nach Nordfriesland in die innere Emigration zurück. Fanatiker hatten einen Teil seiner Werke und seine Werkstatt zerstört. Er suchte im Herbst 1934 in Niebüll in der Nachbarschaft von Emil Nolde, der in Seebüll sein Atelierhaus hatte, eine neue künstlerische Heimat. Genau wie dieser wurde auch er von den Nationalsozialisten bedrängt, erhielt ein Ausstellungsverbot, aber kein Malverbot wie sein Malerfreund. Seine Arbeiten wurden aus den Museen entfernt. Die abstrakte Brunnenskulptur „Wasserspeier“ auf dem Kinderspielplatz in der Humboldtstraße wurde 1937 entfernt, in der Ausstellung Entartete Kunst angeprangert und später eingeschmolzen.
Dennoch hatte er in Dagebüll noch einmal eine kleine, aber erfolgreiche Verkaufsausstellung von Landschafts-Aquarellen „Unser Land“, die bereits am Eröffnungstag verkauft waren – kurz bevor die Ausstellung von der Kreisleitung geschlossen werden sollte.
Richard Haizmann kehrte 1950–1961 in die abstrakte Formenwelt seiner frühen Schaffensphase zurück, entdeckte aber für sich neue Techniken: die Monographie und den großformatigen Holzschnitt. Inhaltlich beleuchtete er die uralten heiligen Themen in vertiefter, überzeitlicher Sicht. So entstanden 11 Holzschnittzyklen wie „Menschen und Götter“, „Erzengel“ oder „Christus“.
In Niebüll präsentiert das Richard-Haizmann-Museum im alten Rathaus eine Werkauswahl von Richard Haizmann, parallel werden Ausstellungen zur Kunst der klassischen Moderne wie der Gegenwart gezeigt. Ein Schwerpunkt liegt hierbei bei norddeutschen und skandinavischen Künstlern sowie konkreten und konstruktiven Positionen.

## Werke
Bevorzugte Motive seiner frühen Skulpturen waren Katzen, Pferde, Vögel und Elefanten.

### Werkverzeichnis
Das Werkverzeichnis des Frühwerks bis 1934, das von Erwin Heizmann erstellt wurde, umfasst (Stand 1988, Seite 109) „dreihundertundzehn Arbeiten auf Papier, fünf Ölgemälde, an bildhauerischen Werken einhundertundzwei, achtundsechzig Gebrauchskeramiken und fünfzehn Schmuckstücke“. Seine Werke werden in Auktionen geführt.

### Als „entartet“ eingezogene Werke
Im Museum für Kunst und Gewerbe wurden 28 Graphiken und 10 Plastiken und in der Hamburger Kunsthalle 2 Plastiken Haizmanns beschlagnahmt. 15 kunstgewerbliche Arbeiten Haizmanns im Museum für Kunst und Gewerbe konnten dem Zugriff entzogen werden. Insgesamt wurden im „Dritten Reich“ 65 Arbeiten von Haizmann eingezogen. Davon wurden 4 Plastiken Haizmanns in der Ausstellung „Entartete Kunst“ gezeigt, darunter der Wasserspeier, der auch im Ausstellungsführer abgebildet und als „Fabeltier“ hämisch kommentiert wurde.

### Kunstwerke im öffentlichen Raum

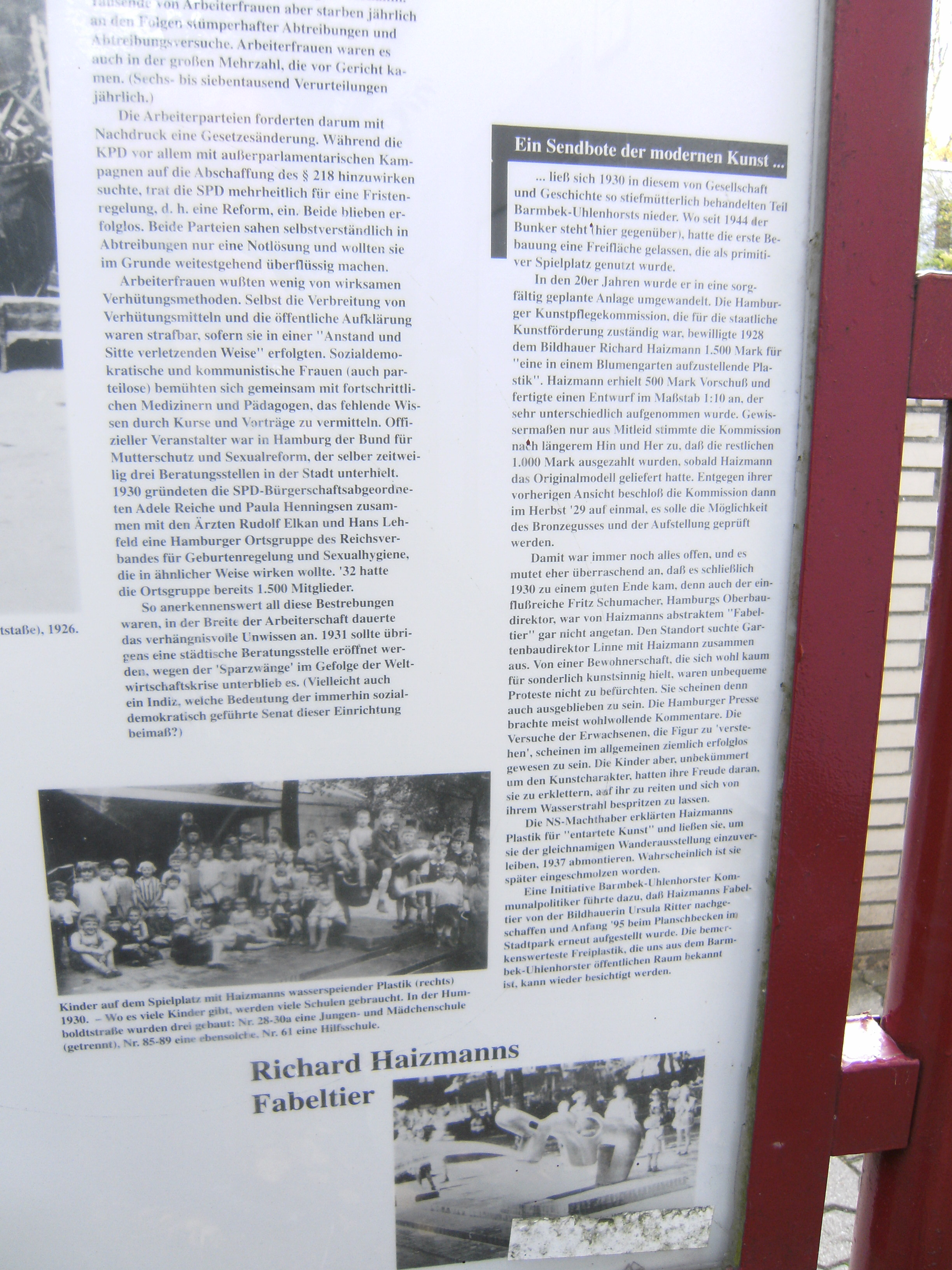
Informationen zum ursprünglichen Standort des Wasserspeiers in der Humboldtstraße in Hamburg-Barmbek

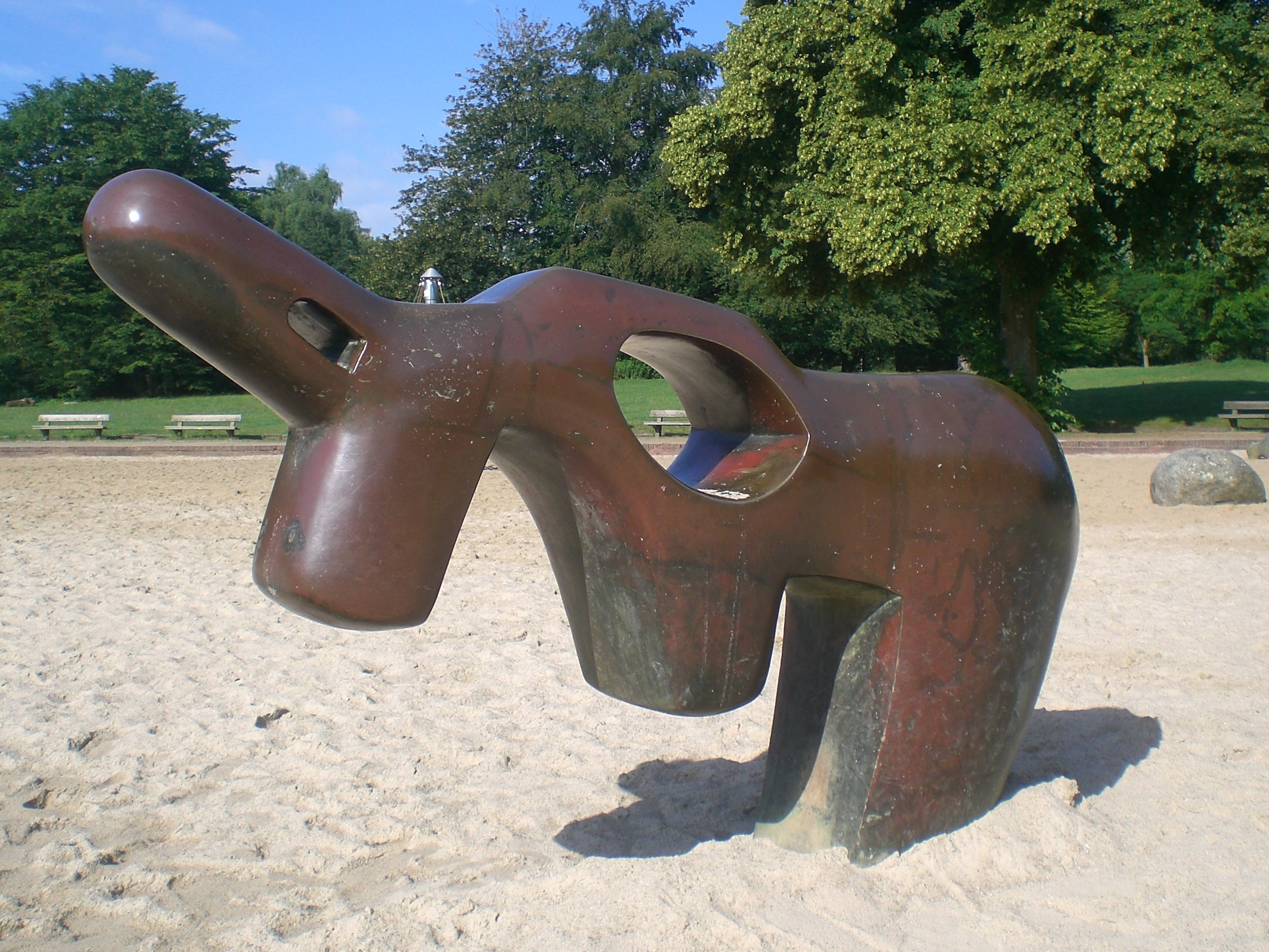
Replik des Wasserspeiers im Hamburger Stadtpark

Der Wasserspeier: Er entstand aufgrund eines Hamburger Staatsauftrages aus dem Jahr 1928. Vom Modell bis zur Erstellung wurde das Werk immer wieder von Gutachten und Kommissionen in Frage gestellt. Und erst am 7. Februar 1930 genehmigte die Senatskommission die endgültige Finanzierung.
„Ein Auftrag, der später sehr viel von sich reden machte, war ein großer, bronzener Wasserspeier für den Kinderspielplatz an der Humboldtstraße. Der kühne Entwurf erregte die Gemüter einiger Stadtväter, denn es war kein Löwe, Frosch oder Fisch, dem das Wasser zum Munde herauslief, sondern ein sprühendes Fabeltier.“.
Der Wasserspeier wurde im Spielplatz Humboldtstraße 91–99, wo heute ein Hochbunker steht, im Jahr 1930 errichtet. Erwachsene betrachteten dieses Werk eher mit Distanz, die Kinder freundeten sich nach Aussagen von Zeitzeugen sofort damit an und gaben ihm Fantasiebezeichnungen wie „Rhinozeros“ oder „Pferd mit Löchern“. Dieses Werk wurde während der NS-Zeit zwischen August und Oktober 1937 abmontiert, in der Ausstellung „Entartete Kunst“ gezeigt und danach vermutlich eingeschmolzen. Die Rekonstruktion wurde 1988 durch Erwin Heizmann in seinem Werkverzeichnis angeregt, von der SPD-Fraktion beantragt und vom Ortsausschuss Barmbek-Uhlenhorst am 24. August 1987 genehmigt, von Gabriele Franke weiter verfolgt und durch Ursula Ritter von der Hochschule für bildende Künste Hamburg erstellt und im Jahr 1994 im Hamburger Stadtpark am Rande des Kinderplanschbeckens installiert.
Fischgeländer von ca. 1927. Begrenzendes Geländer aus Schmiedeeisen (mit schwimmenden Fischen zwischen Wellenlinien als Motiv) für die von Fritz Schumacher erbaute Eppendorfer Brücke über den Isebekkanal in Hamburg, Eppendorfer Baum.

### Skulpturen in Museen

#### Museum für Kunst und Gewerbe Hamburg
Im Museum für Kunst und Gewerbe in Hamburg in der Abteilung „Moderne 1914-1945“ befinden sich mehrere Kleinplastiken mit den typischen Rundungen wie bei Skulpturen von Karl Hartung und Henry Moore.
- 1928: Auffliegender Vogel. Abstrakte Skulptur in Messing.
- 1931: Porträt Max Sauerlandt – 1931 – Eisenguss. Der Direktor des Museums für Kunst und Gewerbe, Sauerlandt, setzte sich für den mittellosen Künstler Haizmann und sein Werk ein. Zum Dank schuf Haizmann das gegossene Porträt eines Kopfes, der wie eine Galionsfigur eines Wikingerschiffes wirkt und von dem er betonte, dass er so das Römerprofil, die Denkerstirn und das Wesen Sauerlandts erfasst habe. Es wurde auch schon in Bielefeld ausgestellt.[6]

#### Kunsthalle Bielefeld
Die Kunsthalle Bielefeld hat eine umfangreiche Sammlung seiner Werke.
- Sommer 1931: Das Ich der Adler – Neusilber Sommer 1931. Diese Skulptur soll den Geist aller Adler darstellen in fließenden Formen wie in einer Umhüllung. Haizmann schrieb im Brief vom 17. März 1957 an den Bundespräsidenten Theodor Heuss: "Ich hatte ihn gedacht als den erhabenen Geist der Tiergruppe Adler". Er war Haizmanns Entwurf zu einem Kriegerdenkmal für die Toten des Ersten Weltkrieges, das aber an Ernst Barlach vergeben wurde (Stele an der Kleinen Alster in Hamburg). Der Adler findet besondere Beachtung, bei den jungen Besuchern und wurde bereits in  Antwerpen, Berlin, Bremen und Hamburg ausgestellt.[7]

#### Richard Haizmann Museum
- Morgenrötliche Erhebung (Bronze, 1961–1962, Neuguss von 2017 nach dem Originalgips), Standort: Richard-Haizmann-Museum, Rathausstraße, Niebüll[8]. Weitere Werke befinden sich im  Museum Schloss Gottorf in Schleswig.

- Silberkatze – 1929 – in Neusilber. Sie wurde auch schon in Hamburg ausgestellt.

### Skulpturen bei Privaten
Kniendes Pferd – 1927 – Messing/Vollguss. Diese Skulptur befindet sich in Privatbesitz in Caracas (Venezuela). Ein zweiter Guss wurde im August 1937 als „entartete Kunst“ dem Museum für Kunst und Gewerbe in Hamburg entwendet.

### Zeichnungen/Bilder in Sammlungen
- 1924: Mutter und Kind. Pastell auf Papier. Sammlung Hamburger Sparkasse.
- 1925: Große weibliche Figur. Gouache auf Papier. Sammlung Hamburger Sparkasse.
- 1930: Richard Haizmann. Selbstbildnis 1930er Jahre. Kohlezeichnung. Sammlung Maike Bruhns.[9]
- 1952: Irmin. Holzschnitt auf Papier. Sammlung Hamburger Sparkasse.

## Ausstellungen
- 16. Oktober bis 13. November 1955 im Städtischen Kunsthaus Bielefeld
- 16. März bis 15. April 1957 im Kunstverein Hamburg
- 18. Oktober bis 15. November 1970 im Kulturhistorischen Museum Bielefeld[10]
- 2013: „verfemt, verfolgt – vergessen? Kunst und Künstler im Nationalsozialismus.“ Werke aus der Sammlung Gerhard Schneider. Ephraim-Palais/Stadtmuseum Berlin[11]